# بریج ویوو (ایلینوی)
بریج ویوو (به انگلیسی: Bridgeview) یک روستا در ایالات متحده آمریکا است که در شهرستان کوک (ایلینوی) واقع شده‌است. بریج ویوو ۱۰٫۷۵ کیلومتر مربع مساحت و ۲۰٬۴۴۶ نفر جمعیت دارد.